# Хамиев, Самигулла
Самигулла Хамиев (15 мая 1940, Новобогатинский район, Гурьевская область — 13 апреля 2012, Атырау) — советский и казахстанский учёный в области ветеринарной микробиологии; профессор, доктор ветеринарных наук, академик Академии естественных наук Казахстана.

## Биография
Родился 15 мая 1940 года в селе Каратубек Новобогатинского района Гурьевской области. Происходит из рода Бериш Бегис Младшего жуза.
В 1965 году окончил Алматинский зооветеринарный институт по специальности «Ветеринария» с присвоением квалификации «ветеринарный врач». В 1965—1973 годы работал в Жылойском и Балыкшинском районах в сфере сельского хозяйства, начиная с заведующего отделом ветеринарии до главного специалиста совхоза.
В 1971 году совершенствовался в Московской ветеринарной академии по специальности «Болезни молодняка сельскохозяйственных животных».
В 1975 году окончил аспирантуру по лаборатории протозоологии во Всесоюзном институте экспериментальной ветеринарии (ВИЭВ) (Москва).
В 1975—1988 годы работал в Гурьевской научно-исследовательской ветеринарной станции Восточного отделения ВАСХНИЛ младшим, старшим научным сотрудником, затем директором.
В 1988—1992 годы заведующий кафедрой клинической диагностики Западно-Казахстанского сельскохозяйственного института в Уральске.
С 1993 года заведующий кафедрой зоологии Атырауского государственного университета, с 1998 — профессор кафедры и зообиологического факультета.

## Научная деятельность
В 1975 году защитил кандидатскую диссертацию (учёная степень кандидата ветеринарных наук присуждена 10 марта 1976 решением Совета Всесоюзного института экспериментальной ветеринарии).
В 1991 году в Алма-Атинском зооветеринарном институте защитил докторскую диссертацию (научный консультант — академик А. Х. Саркисов); учёная степень доктора ветеринарных наук присуждена решением ВАК при Совете Министров СССР 17 апреля 1992. Профессор биологии (5 июля 1996).
Автор создания высокоэффективной вакцины против стригущего лишая сельскохозяйственных животных. КАМЕЛВАК — иммуногенный препарат для лечения и профилактики трихофитии верблюдов.
Изучал вопросы эпизоотологии, эпидемиологии различных дерматомикозов с анализом частоты встречаемости, уровня заболеваемости, которые сопровождались выездом в верблюдоводческие совхозы, практическими испытаниями препаратов и публикацией научных статей. Участник различных международных научных конференций.
В 1996—2001 годы занимался исследованием экологии Азгирской испытательной зоны. В 1996—2012 годы выезжал с лекциями о проведенных исследовательских работах в Элисту, Астрахань, Махачкалу, Актау и Алматы, где предоставил данные о нанесенном вреде на экологию почвы, растений.
Действительный член Академии естественных наук Республики Казахстан (15 февраля 1996).
Подготовил одного доктора и одного кандидата наук. Автор более 150 научных работ, среди них 3 монографии, два учебных пособия, 2 учебно-методических комплекса, 2 электронных учебника и 19 методических указаний.

## Семья
Отец — Каламкалиев Хами (1907—1942). Участник Великой Отечественной войны в составе 794 стрелкового полка. Погиб от ранений в марте 1942 года. Захоронен в Харьковской области. Мать — Хамия Шорагали кызы (1910—1978). В семье дочь Саги и сыновья Кыдыргали, Гибатолла, Тухпатолла, Самигулла, Сабыргали.
Жена — Мугалимова Мауыт (1941), ветеринар, бактериолог. Отец Амиров Мугалим (1921—1942). Участник Великой Отечественной войны в составе 196 стрелковой дивизии. Пропал без вести в июле-сентябре 1942 года в Сталинградской области.
Дети — Сайфулла (1966), Жанибек (1968), Гульмира (1969)

## Награды
- Юбилейная медаль «100 лет со дня рождения Ленина» (1970)
- Победитель социалистического соревнования (1976, 1977, 1978, 1979)
- Медаль «Ветеран труда» (1984)
- Отличник образования Республики Казахстан (2000)
- Медаль «10 лет независимости Республики Казахстан» (2001)
- Нагрудный знак Министерства образования и науки Республики Казахстан «За заслуги в развитии науки Республики Казахстан» (2004)
- Почетная грамота акима Атырауской области
- Почетный гражданин Исатайского района Атырауской области (2010)

## Основные труды
- Хамиев С. Х. Эпизоотология, диагностика и лечения су-ауру верблюдов в Гурьевской области Казахской ССР / Диссертация на соискание ученой степени кандидата ветеринарных наук /, Москва, 1975 ВИЭВ
- А. Х. Саркисов, Л. Г. Иванова, И. Д. Поляков, С. Х. Хамиев КАМЕЛВАК — Вакцина против трихофитии верблюдов: Авторское свидетельство № 1190574; 08.07.1985
- Хамиев С. Х. Трихофития верблюдов. Диссертация на соискание ученой степени доктора ветеринарных наук. Алма-Ата. 1991
- Хамиев С. Х. Азгир-Нарын-Тайсойган (монография), Атырауский госуниверситет Х.Досмухамедова, 2008, ISBN 5-8380-1376-1